# Anyásítás
A méhészetben az anyásítás azt jelenti, hogy egy vagy több méhcsalád új anyát kap. Lehet az elhullott anya pótlása, vagy tervszerű anyacsere. Mivel nem rajzanak azok a családok, ahol az anya fiatal, ezért segíthet a rajzás megelőzésében. A termelésben a tervszerű anyacsere kisebb fennakadást jelent, mint az elhullott anya pótlása.
Természetes úton a méhek anyát cserélnek rajzással vagy csendes váltással, amikor is megérezvén, hogy az anya már öreg, a dolgozók bölcsőket építenek, amiket az anya bepetéz. Miután megvan az új anya, a legtöbb családban megölik az öreget. A méhészek előnyösnek tekintik, ha életben hagyják az öreget, így az még néhány hétig életben marad. Ha a fiatal elvész, akkor újra kezdeményezni fogja a váltást. Örösi ír az anya lábainak megcsonkításáról a váltás kikényszerítésére, ám ekkor a bölcsők száma megjósolhatatlan.
Az anyásításban felhasznált anyák származhatnak rajzásból, váltásból vagy a méhész tervszerűen is neveltetheti őket. 

## Rajanyák és váltásból való anyák felhasználása
A kiválasztott családot rajzásra serkentik. Azokat a bölcsőket választják ki, amelyeket korán fedtek be, de a második rajban levő anyákat is érdemes menteni. Ugyanis a maradék család a későbbi bölcsőket sem takarni, sem etetni nem tudja rendesen. A fedett bölcsők nem sokkal az anya kikelése előtt oszthatók szét, akár nagy családoknak is.
A bölcsőket a rajzás napján megjelölik iratkapoccsal, amit a bölcső fölött a lépbe tűznek. Ugyanezen a napon meganyátlanítják az anyacserére kijelölt családokat. Hat nap múlva ezeket a bölcsőket kivágják, és szétosztják. Úgy adják be nekik, hogy feltűzik a bölcsőt valamelyik család egy lépjére, a család pótbölcsőit lerombolják. Erre a rajzás megelőzése miatt van szükség.
A bölcsők váltó családból hasonlóan begyűjthetők és beadhatók. Ekkor a nevelés, párzás, ellenőrzés elhúzódik.

## Bölcsők felhasználása
A bölcsőket védeni kell napsütéstől és lehűléstől. A füzéres bölcsők egyszerűen lehúzhatók a pálcikáról. Ha a bölcsőn nem maradt semmi, amivel rögzíteni lehetne, akkor olvadt viasszal bölcsőtartóra ragasztva adhatók be. A fészek közepébe kell helyezni, mert melegen kell tartani. A nagy családok inkább a fedetlen bölcsőt fogadják szívesen. Ha a fedett bölcsőt is elfogadja, akkor már a saját bölcsőjét is zárja. Egy hétnél rövidebb idő óta anyátlan családoknak is adható bölcső, de csak ha saját bölcsői is vannak. Ezeket kivágják, és beadják az újat.
A cserére kijelölt család anyját tartalékolják arra az esetre, ha az új anya elvész. Ha sikerült a váltás, akkor vagy megölik a régi anyát, és visszaadják a népet, vagy új kiscsaládot alapítanak. A beadás után etetnek.  Biztosabb módszer, ha elválasztanak három lépet fedett fiasítással, eleséggel, a rajtuk levő méhekkel, és hozzájuk söpörnek fiatal méheket is. Ezt a részt anyásítják a bölcsővel. Sikeres párzás után a két részt egyesítik a régi anya elpusztításával. Így nincs elnéptelenedés, és a család sorsa biztosított még akkor is, ha az új anya elvész.
Önálló mesterséges rajok is anyásíthatók bölcsővel vagy már kikelt anyával. A kiscsalád indulhat három kerettel, majd fokozatosan bővítve vagy az anya felhasználása után szomszédaival egyesítve termelő családdá fejleszthető. A mesterséges raj készítésének több módja is van, de lényegében leválasztható egy családról vagy összegyűjthető több családból.

## Anyák felhasználása
A bölcsők beadásának több előnye is van. Jobban megfelel a méhek természetének, és beadni is egyszerűbb őket. Nem kell őket zárkázni, ami külön figyelmet igényel a méhész részéről. Azonban erre nincs mindig lehetőség, például akkor, ha anyát vásárol. A kikelt anya felhasználása biztosabb, mert jobban ellenőrizhető az anya testi állapota. A bölcsőbe nem lehet betekinteni, nem lehet ellenőrizni, hogy az anya él-e. A bölcsővel beadott anyát nem lehet előzőleg megjelölni sem.
Nem kell kalitkázni az anyát, ha még nagyon fiatal (frissen kelt), és még nem termel elég anyaterméket ahhoz, hogy felismerjék kasztját. Lehet anyásítani vaníliával kevert cukorral (nem a bolti vanilincukorral), amikor is az anyát és a családot is meghintik. Ezután a család sokkal kedvezőbben fogadja el az anyát. A kiscsaláddal egyesítve a nagy családot szintén biztos a kiscsalád anyjának elfogadása.
A legtöbb esetben zárkázni kell az anyát, mert megölnék. Ha nem kerül hamarosan a család melegébe, akkor 6-8 kísérő méhet is kell mellé zárni, és 23-30 Celsius-fokon kell őket tartani. A kísérők nyomban etetni kezdik az anyát, akár saját tartalékaik terhére is. A zárkába tesznek élelmet is (mézes virágpor, mézes szirup, cukorlepény). Mielőtt a zárkát a családba teszik, a kísérőket kiengedik, akik bekéredzkednek valamelyik családba; különben ugyanis megölnék. A zárkát először szoktatásra, végül kirágásra kell állítani, így miután megszokták az új anyát, a méhek kiszabadíthatják az új anyát. A termelő családok nem fogadják szívesen a párzatlan anyát. A párzott anya kalitkában hasonlóan beadható.
A bölcsőt későn zárkázzák, hogy a dajkák minél tovább melengethessék. Ezután még visszaadják a dajkáknak. Miután az anya kikelt, célszerű kivenni a bölcsőt, mert az anya visszamászhat, és megfulladhat, vagy kimerülne a bölcső kirágása miatt. Az anyának megpróbálnak segíteni: lecsípik a fedőt, kísérő méheket zárnak mellé, vagy anyarácsos zárkában hagyják, hogy egymást el ne pusztítsák, és védve legyenek a család esetleges pótbölcsőiből kelt anyáktól is, de a dolgozók hozzáférjenek a bölcsőkhöz. Az anyátlan dajkacsalád jobban gondozza őket, azonban előfordul, hogy egyet kiválasztanak, és csak azt etetik.

## Pároztatók
Mivel a kisebb családok jobban elfogadják a párzatlan anyát, ezért külön kiscsaládokat hoznak létre az anyák párzásának biztosításához. Ezeket a családokat pároztatóknak nevezik. Szintén pároztató az neve annak a kis kaptárnak, amibe a kiscsaládot beköltöztetik. A pároztatók kényesek, mert kis népük védtelenebb, mint a nagy családok, akár az időjárással, akár betegségekkel, akár a nagyobb családok rablóhadjárataival  szemben. A már petéző anya nem maradhat sokáig ilyen kis helyen, mert kevés a hely. Gyakran kell ellenőrizni. Előnye, hogy az anyát könnyebb benne megtalálni, és petézését ellenőrizni. A nászrepülésből hazatérő anyák könnyebben hazatalálnak.
Két változatát használják Magyarországon. Az egyik a nagy keretes, a másik a kis gödöllői pároztató. A nagy keretesben két kiscsaládnak van hely három-három kereten, és két, különböző irányba nyíló röpnyílással. A párzási időszak végéig több sorozatból pároztathatók itt anyák, majd egyesítve a két családot egy hat kereten telelő családot hoz létre, ami a következő évben már termelő család lehet.
A gödöllői pároztató előnye, hogy kiszűri a heréket, ami pároztató telepre szállításkor fontos. Ha helyben használják, akkor az anyarács kivehető. További jellegzetességei, hogy alul adható be az anya, és a cukorlepény az aljában helyezhető el. A méhek nemcsak a fenéken, hanem a felső tartóléceken is kapnak táplálékot. A méhes részt a kaptár tetejének ráállításakor anyaráccsal fedi. A kiszűrt herék szobában kibocsáthatók, vagy ott pusztulnak. A röpnyílás alatt külön anyásító nyílása van, az alatt pedig rostaszövetes szellőző. Kis keretei alulról nyitottak.
A pároztatóba fiatal, és legfeljebb középkorú méheket telepítenek. A méheket üres dobozba rázzák, majd megvárják, hogy az idősebbek elrepüljenek. Csak ezután permetezik meg őket vízzel, majd földhöz ütögetik a dobozt. Ezután már kimerhetők, és a kaptárba söpörhetők a méhek. Ehhez bezárják a röpnyílást és az anyásító nyílást, és fejjel lefelé fordítják a kaptárat. Ha kell, akkor az anyarácsokat is beteszik. Figyelni kell, nehogy elhagyják a kis kaptárt helyszűke vagy élelemhiány miatt.
Ezután a pároztatót pincébe viszik néhány órára. Ekkor a nép már érzi, hogy nincs anya. Ekkor kinyitják az anyásító nyílást, és betolják a kalitkát, vagy ha nagy keretes pároztatót használnak, akkor beteszik. Ezután újra pincézik a családokat, és megvárják, hogy kiszabadítsák az anyát. Bölcső is beadható, de kevésbé előnyös, mert az apró családok nem tudják olyan jól melegíteni, mint a dajkacsalád. Így keléshez közeli bölcsőt kaphatnak. Ezután még a következő nap esetéig várnak, majd kiteszik a pároztatókat a szabadba.
A röpnyílásokat változatos irányba tájolják, és a pároztatókat szétszórtan helyezik el. Vigyázni kell arra, hogy ne a nagy családok repüléséi irányában legyenek, mert az rablást eredményezhet. A pároztatókat óvni kell a széltől és a közvetlen napsütéstől. Reggel vagy 17 óra után érdemes a pároztatókkal foglalkozni, hogy ne zavarják a nászrepülést. Az anya petézése legkorábban 10 nap múlva vizsgálható. Ezután rendszeresen kell ellenőrizni. Ha az anya már petézik, akkor odaadható más családnak. Nagy lépes pároztató esetén jöhet a következő anya, vagy egyesíthetjük a másik kiscsaláddal.
Új anya pároztatásához a kis kaptárt is újra be lehet telepíteni, hogy legyenek ismét fiatal méhek. A lépek nagy részét elveszik, hogy ők is tudjanak építeni. 
A kis pároztatót az anya felhasználása után fel lehet oszlatni, de akár a teljes nép és táplálékkészlet is beadható a nagy családnak. A népet hozzárázhatják gyengébb családhoz, vagy söpörtrajt is készíthetnek belőlük, a siasítást pedig odaadhatják valamelyik családnak.